# Планинският орел
„Планинският орел“ (на английски: The Mountain Eagle) е романтичен трилър, ням филм от 1926 г. на режисьора Алфред Хичкок. В главните роли са Нита Налди, Малкълм Кийн, Джон Ф.Хамилтън и Бернхард Гьоцке. Филмът е изгубен.

## Сюжет
Внимание:  Текстът по-долу разкрива сюжета на произведението (или части от него)!
Дж. Петигрю (Бернхард Гьоцке), вдовец и собственик на магазин в планински град в Кентъки, се влюбва в учителката Беатрис (Нита Налди). Тя не отвръща на чувствата му с взаимност, и в своя гняв той я обвинява че има отношения с неговия умствено изостанал син Едуард (Джон Франк Хамилтън). Беатрис е принудена да се омъжи за отшелника Джон Фултън (Малкълм Кийн), за да се успокои хорската мълва. Постепенно тя обиква своя съпруг и му ражда син. Дж. Петигрю скрива сина си Едуард и обвинява Фултън в неговото убийство. Фултън е арестуван, но успява да избяга и заедно с жена си и детето си търси убежище в планините ...

## В ролите
| Актьор              | Роля           |
| ------------------- | -------------- |
| Бернхард Гьоцке     | Дж. Петигрю    |
| Нита Налди          | Беатрис Фултън |
| Джон Франк Хамилтън | Едуард Петигрю |
| Малкълм Кийн        | Джон Фултън    |